# Richard Shore
Pour les articles homonymes, voir Shore.
Richard Arnold Shore (né le 18 août 1946) est un mathématicien logicien américain qui travaille surtout en théorie de la récursivité.

## Biographie
Richard Shore obtient un B. Sc. à l'université Harvard en 1968 puis un Ph. D. en 1972 au Massachusetts Institute of Technology sous la supervision de Gerald E. Sacks (« Priority Arguments in Alpha-Recursion Theory »), où il était assistant depuis 1968. Il est post-doc en tant qu'instructeur jusqu'en 1974 à l'université de Chicago et ensuite à l'université Cornell successivement professeur assistant, professeur associé depuis 1978 et enfin professeur à partir de 1983. En 2013, il est nommé Goldwin Smith Professor of Mathematics. Il était professeur invité et chercheur invité entre autres à l'université Harvard, à l'université hébraïque de Jérusalem, à Chicago, au MIT, à Singapour, à Sienne, au MSRI, et au Isaac Newton Institute for Mathematical Sciences de Cambridge (juin 2012).
Shore donne un contre-exemple à la conjecture d'homogénéité de Hartley Rogers (en) en montrant qu'il existe des degrés de Turing a, b pour lesquels les structures des degrés de Turing au dessus de a et b ne sont pas isomorphes. Avec Theodore A. Slaman, il démontre en 1999 que les sauts de Turing sont définissables dans la structure des degrés de Turing.
Shore est conférencier invité au Congrès international des mathématiciens de Varsovie en 1983 (« The Degrees of Unsolvability: the Ordering of Functions by Relative Computability »). En 2009, il est Gödel Lecturer (« Reverse Mathematics: the playground of logic »). De 1984 à 1993, il est éditeur du Journal of Symbolic Logic et de 1993 à 2000 du Bulletin of Symbolic Logic. En 2012, il devient Fellow de l'American Mathematical Society. Son nombre d'Erdős est 2.

## Travaux
- Anil Nerode et Richard Shore, Logic for Applications, Springer, coll. « Texts in Computer Science », 1997, 2e éd. (1re éd. 1993), xiii+456 (ISBN 978-0-387-94893-5, lire en ligne)
- Richard Shore, « alpha-Recursion theory », dans Jon Barwise (éditeur), Handbook of mathematical logic, North Holland, 1977, p. 653-680
- D. Hirschfeldt, K. Lange et Richard Shore, Induction, Bounding, Weak Combinatorial Principles, and The Homogeneous Model Theorem, American Mathematical Society, Providence, R.I., coll. « Memoirs of the American Mathemactial Society » (no 249), 2107, vi + 101 (lire en ligne)